# Marek Malík (Eishockeyspieler)
Marek Malík (* 24. Juni 1975 in Ostrava, Tschechoslowakei) ist ein ehemaliger tschechischer Eishockeyspieler und derzeitiger -trainer, der im Verlauf seiner aktiven Karriere zwischen 1992 und 2014 unter anderem 756 Spiele für die Carolina Hurricanes, Vancouver Canucks und New York Rangers in der National Hockey League auf der Position des Verteidigers bestritten hat. Darüber hinaus absolvierte er weitere 267 Spiele für seinen Stammverein HC Vítkovice in der tschechischen Extraliga, mit dem er im Jahr 2011 tschechischer Vizemeister wurde. Seinen größten Karriereerfolg feierte Malík im Trikot der tschechischen Nationalmannschaft mit dem Gewinn der Bronzemedaille bei den Olympischen Winterspielen 2006.

## Karriere

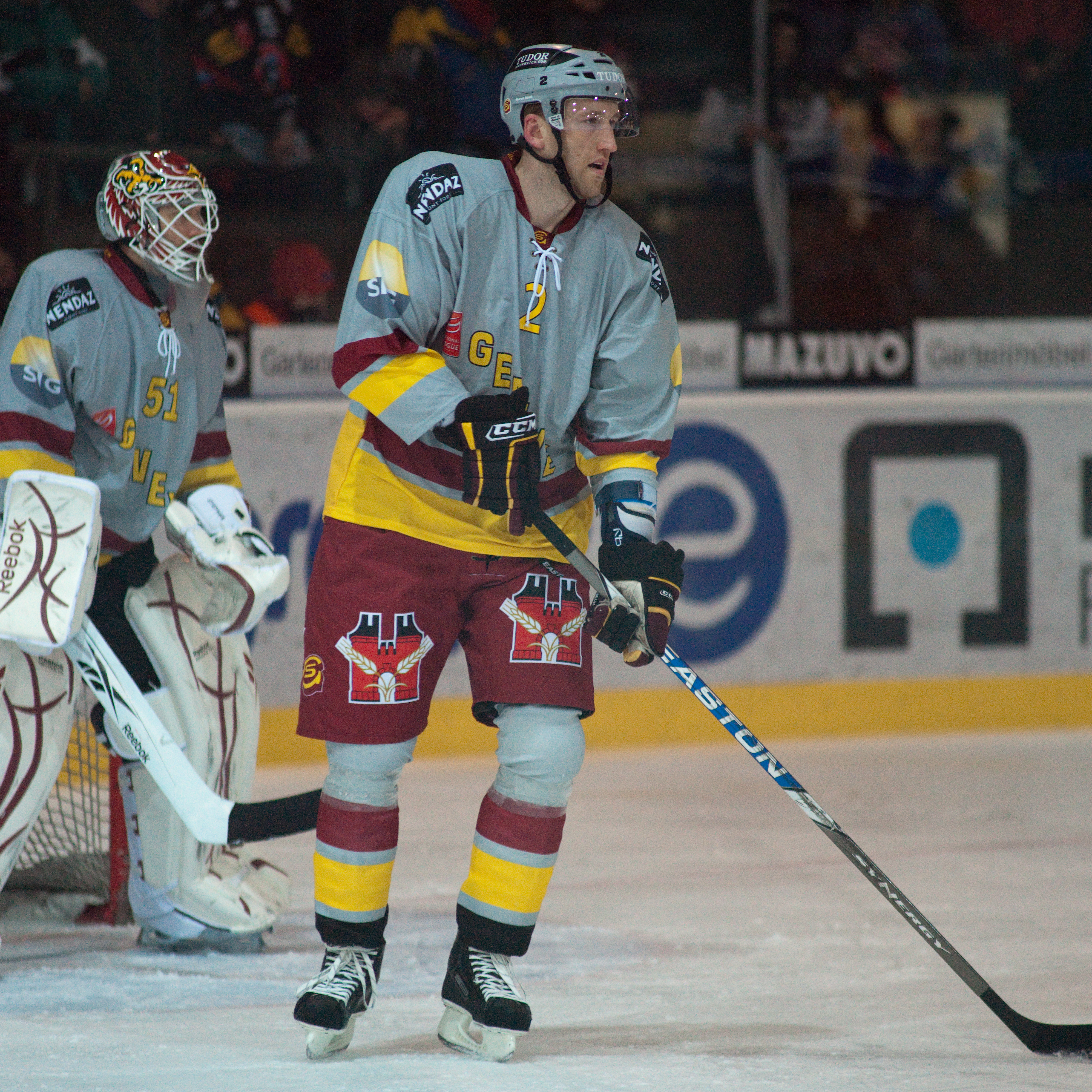
Marek Malík im Trikot des Genève-Servette HC

Marek Malík begann seine Karriere in seiner Heimatstadt beim HC Vítkovice, bevor er beim NHL Entry Draft 1993 von den Hartford Whalers in der dritten Runde an 72. Stelle ausgewählt wurde. Er blieb noch für ein Jahr in Vítkovice, bevor er zur Saison 1994/95 nach Nordamerika wechselte.
In den folgenden zwei Jahren spielte er meist in der American Hockey League im Farmteam, bei den Springfield Falcons. Nach acht NHL-Partien in den ersten beiden Jahren kam er in der Saison 1996/97 auf 47 NHL-Einsätze. Im folgenden Jahr wechselte er nach Schweden zu Malmö IF, doch schon ein Jahr später kehrte er in die Vereinigten Staaten zurück. Die Whalers waren nach Carolina umgezogen und das neue Partnerteam in der AHL war Beast of New Haven, doch den größten Teil der Saison spielte er bei den Carolina Hurricanes. Dieses Mal schaffte er den Durchbruch. Kurz nach Beginn der Saison 2002/03 wechselte er gemeinsam mit Darren Langdon zu den Vancouver Canucks und blieb dort noch eine weitere Saison. In der Saison gewann er gemeinsam mit Tampa Bays Martin St. Louis den NHL Plus/Minus Award.
In der Streiksaison 2004/05 kehrte Malík in seine Heimat zurück und spielte für den HC Vitkovice. Nach dem Lockout erhielt er vor der Saison 2005/06 einen Vertrag über drei Jahre bei den New York Rangers. Malík blieb bis 2008 bei den Rangers, bevor er im Oktober 2008 einen Einjahresvertrag bei den Tampa Bay Lightning unterschrieb. Ein Jahr später wurde er ein sogenannter Unrestricted Free Agent und entschied sich erst im Oktober 2009, nach Tschechien zurückzukehren. Zunächst spielte er wieder für seinen Heimatverein in der Extraliga, bevor er im November 2009 an den Genève-Servette HC aus der National League A ausgeliehen wurde. Ende Juli 2010 unterzeichnete er eine Vertragsverlängerung über drei Jahre beim HC Vítkovice Steel. Am Ende der folgenden Spielzeit erreichte er mit seiner Mannschaft das Playoff-Finale, in dem diese mit 1:4 Siegen am HC Oceláři Třinec scheiterte.
Nach der Saison 2013/14, die er beim HC Innsbruck verbrachte, beendete er seine Karriere. Mit Beginn der Saison 2015/16 begann er in seiner tschechischen Heimat als Trainer zu arbeiten, darunter kurzzeitig als Assistenztrainer des Erstligisten HC Oceláři Třinec. Seit 2016 arbeitet er in dieser Position beim Zweitligisten HC Frýdek-Místek.

### International
Marek Malík nahm 1993 mit der tschechischen U18-Auswahl an der U18-Junioren-Europameisterschaft teil, wo diese die Bronzemedaille gewann. In den folgenden zwei Jahren spielte er für die U20-Auswahlmannschaft und nahm mit dieser an der Junioren-Weltmeisterschaft 1994 und 1995 teil.
Für die Herren-Nationalmannschaft der tschechischen Republik nahm er 2004 am World Cup of Hockey teil. Zwei Jahre später gehörte er dem tschechischen Olympiakader bei den Olympischen Winterspielen in Turin an. Dabei gewann er mit der Herrenauswahl die Bronzemedaille.

## Erfolge und Auszeichnungen
- 1993 Bronzemedaille bei der U18-Junioren-Europameisterschaft
- 2004 NHL Plus/Minus Award (gemeinsam mit Martin St. Louis)
- 2006 Bronzemedaille bei den Olympischen Winterspielen
- 2011 Tschechischer Vizemeister mit dem HC Vítkovice Steel

## Karrierestatistik

### International
Vertrat Tschechien bei:
| - U18-Junioren-Europameisterschaft 1993 - U20-Junioren-Weltmeisterschaft 1994 - U20-Junioren-Weltmeisterschaft 1995 | - World Cup of Hockey 2004 - Olympischen Winterspielen 2006 |

(Legende zur Spielerstatistik: Sp oder GP = absolvierte Spiele; T oder G = erzielte Tore; V oder A = erzielte Assists; Pkt oder Pts = erzielte Scorerpunkte; SM oder PIM = erhaltene Strafminuten; +/− = Plus/Minus-Bilanz; PP = erzielte Überzahltore; SH = erzielte Unterzahltore; GW = erzielte Siegtore; 1 Play-downs/Relegation; Kursiv: Statistik nicht vollständig)